# NGC 901
NGC 901 (również PGC 212967) – zwarta galaktyka (typ C) znajdująca się w gwiazdozbiorze Barana. Odkrył ją Albert Marth 5 września 1864 roku.